# Christophe Antoine Gerle
Antoine Christophe Gerle, dit Dom Gerle né à Riom en France, le 25 octobre 1736 et mort à Paris le 17 novembre 1801, est un religieux français et curé rouge de l'ordre des Chartreux qui fut  membre de l'Assemblée Constituante pendant la Révolution française, et défroqué. 

## Carrière religieuse
Sous l'Ancien Régime, Christophe Antoine Gerle rejoint tôt dans sa vie l'Ordre des Chartreux, il fait profession à la chartreuse de Port-Sainte-Marie le 6 octobre 1757, vicaire en 1767, puis prieur de Vauclaire en 1768, de Moulins en 1780, convisiteur de la province cartusienne d'Aquitaine en 1781, visiteur en 1785, prieur du Val-Dieu la même année et, en 1788, de Port-Sainte-Marie.

## Carrière politique sous la Révolution

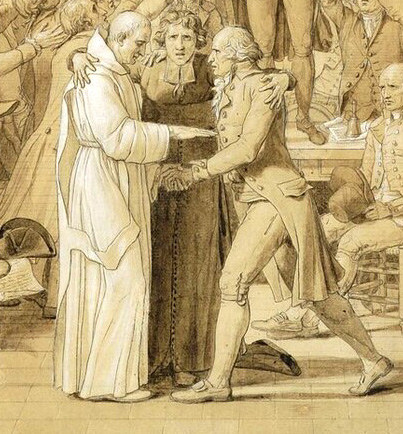
Extrait du tableau du Serment du Jeu de Paume de David, représentant dom Gerle, l'abbé Grégoire et le pasteur Rabaut Saint Étienne. Il allégorise la réconciliation des religieux sous la Révolution française.

Il est envoyé par son ordre à l'Assemblée du clergé de la sénéchaussée d'Auvergne de Riom. Le clergé de la sénéchaussée de Riom l'élit le 27 mars 1789 député suppléant aux États généraux. Cette nomination de suppléants de l'ordre du clergé comme l'a fait le tiers-état contre l'avis de l'évêque de Clermont. Suite de la démission de Labastide, curé de Paulhaguet, il est admis à siéger le 11 décembre suivant. Le 12 décembre 1789, il intervient à l'Assemblée et offre en don patriotique, de la part de sa communauté, une quantité importante d'argenterie. Il en profite pour demander une décision qui fasse cesser l'incertitude où se trouvent alors tous les religieux de France. On l'aperçoit sur le tableau de David, Le Serment du Jeu de paume, bien qu'il ait été absent lors du Serment du Jeu de paume, le peintre ayant donné libre cours à son imagination. Dès son arrivée à l'Assemblée, il se fait affilier au club des Jacobins.
Membre du Comité ecclésiastique, il propose le 12 avril 1790 à l'Assemblée Constituante qu'elle décrète que la religion catholique, apostolique et romaine est et demeurera pour toujours la religion de la nation, et que son culte sera le seul public et autorisé, mais le retire. Il est repris par la droite, le lendemain, et repoussé. Jacques de Menou de Boussay intervient le 13 avril. Après avoir fait une profession de foi catholique, il s'interroge : Et pourquoi voudrais-je donc faire de cette religion que je respecte, la religion dominante de mon pays ? Si les opinions & les consciences ne peuvent être soumises à aucune Loi ; si tous les hommes sont égaux en droit, puis-je m'arroger celui de faire prévaloir ou mes usages, ou mes opinions, ou mes pratiques religieuses ? Un autre homme ne pourrait-il me dire : ce sont les miennes qui doivent avoir la préférence ? ... Le mot dominante n'entraîne-t-il pas l'idée d'une supériorité contraire au principe de l'égalité, qui fait la base de notre constitution. Sans doute, en France la religion catholique est celle de la majorité de la Nation ; n'y eût-il qu'un seul individu qui en professât une différente, il a le même droit à l'exercer, pourvu qu'il ne nuise ni à la religion de la majorité, ni à l'ordre public, ni au maintien de la société... Qu'on daigne ouvrir les Annales de l'Histoire, & sur-tout de celle de France. De quel malheur les guerres de religion n'ont-elles pas accablé ce beau royaume ? de quels atrocités n'ont pas été souillés les règnes de plusieurs de nos rois depuis François Premier jusqu'à Louis XIV.. L'Assemblée considérant que ses pouvoirs ne peuvent s'exercer sur les consciences et sur les opinions religieuses, que la majesté de la religion et le respect qui lui est dû ne permettent pas d'en faire l'objet d'une délibération. Et dans le même élan, l'Assemblée repousse sa motion réclamant une indépendance spirituelle en vertu des dispositions de l'article 10 de la déclaration des droits de l'homme et du citoyen de 1789. Il aurait également proposé la laïcisation des prêtres qui abandonneraient la prêtrise. Il prête serment à la Constitution civile du clergé, lors de la séance du 27 décembre 1790.
En 1791, il est élu évêque de Meaux, mais refuse cet évêché. En novembre 1793, il abjure la prêtrise ; il est compromis dans plusieurs affaires de mysticisme, dans les salons de la duchesse de Bourbon, Bathilde d'Orléans, avec Pierre Pontard, que certains contemporains présentent comme son rival.
Il est en particulier proche de Suzette Labrousse, mais surtout en 1793-1794 de Catherine Théot, qui se faisait appeler « la Mère de Dieu ». Il se dit l'« apôtre d'un mysticisme chrétien révolutionnaire ».

## Scandales ésotériques
Pendant la période révolutionnaire, Gerle développe un goût prononcé pour le mysticisme lié avec des idées réformatrices. En juin 1790, dom Gerle rapporte les prophéties de Suzette Labrousse au club des Jacobins et veut la faire présenter à l'Assemblée, mais lui et sa protégée se ridiculisent aux yeux des Girondins. Dom Gerle raconte qu'elle aurait prophétisé en 1769 qu'il ferait partie d'une Assemblée nationale, et déclare que la constitution civile du clergé « fait partie des plans de Dieu », suivant les propos de Suzette Labrousse. Il demande alors à l'Assemblée Constituante d'accorder sa protection à celle-ci.
Gerle est invité dans les salons ésotériques de la duchesse de Bourbon, loge avec un docteur spirite, puis dans la maison d'un ébéniste, où ses tendances au mysticisme s'accentuent. Il y entend les visions de Catherine Théot, domestique devenue prophétesse, se proclamant « mère de Dieu » (la Sainte Vierge) et « Nouvelle Ève ».
Ses adversaires, désireux de présenter les Jacobins comme déistes non chrétiens, lui reprocheront longtemps ces liens avec des prophétesses et ses conspirations. Voulant atteindre indirectement Robespierre, qui lui a délivré un certificat de civisme, Alexis Vadier l'accuse de fomenter avec Catherine Théot un culte « théotiste », source d'intrigues et de complots contre-révolutionnaires, et le fait arrêter avec ses « complices » le 17 mai 1794 ; mais il est sauvé par Robespierre. Oublié après la chute de Robespierre, il retrouve la liberté grâce à la loi d'amnistie votée le 25 octobre 1795 par la Convention thermidorienne.

## Carrière sous le Directoire
Catherine Théot meurt en prison, mais Gerle est gracié par le Directoire. Il devient l'un des rédacteurs du Messager du soir d'Isidore Langlois. En 1796, il écrit à Jean-François Reubell pour lui demander une place dans l'administration des Finances. En ventôse an VI (février-mars 1798), il rejoint les bureaux du ministère de l'Intérieur en qualité de rédacteur. Le 1er nivôse an VIII (22 décembre 1799), il passe au ministère de la Police.
Ayant renoncé à ses vœux de célibat, on suppose, sur la foi d'une communication verbale d'Auguste Raffet, son neveu par alliance, qu'il s'est marié sous le nom de « M. de Chaligny » avec sa concubine Christine Raffet, sœur de Nicolas Raffet, concurrent de François Hanriot au commandement de la garde nationale parisienne à l'été 1793. Il meurt à Paris le 17 novembre 1801.

## Publications
- « Motion de Dom Gerle relative aux ordres religieux, lors de la séance du 12 décembre 1789 », Archives Parlementaires de la Révolution Française, t. 10,‎ 1878, p. 526-527 (lire en ligne)
- « Notices et documents concernant l'histoire de l'Auvergne. Lettres inédites de Dom Gerle », Bulletin historique et scientifique de l'Auvergne,‎ 1886, p. 139-165 (lire en ligne)